# 佐賀の乱
佐賀の乱（さがのらん）は、1874年（明治7年）2月に江藤新平・島義勇らをリーダーとして佐賀で起こった明治政府に対する士族反乱の一つである。佐賀の役、佐賀戦争とも。不平士族による初の大規模反乱であったが、電信の情報力と汽船の輸送力・速度を活用した政府の素早い対応もあり、激戦の末に鎮圧された。

## 佐賀軍の概要
征韓論問題で下野した前参議江藤新平を擁する中島鼎蔵等の征韓党と、前侍従・秋田県権令島義勇、副島義高等を擁する憂国党による混成軍。旧佐賀藩士を中心とした部隊であり、以後続発する士族による反乱の嚆矢となった。
乱を率いた江藤と島は、そもそも不平士族をなだめるために佐賀へ向かったが、政府の強硬な対応もあり決起することとなった。しかし、半島への進出の際には先鋒を務めると主張した征韓党と、封建制への復帰を主張する反動的な憂国党はもともと国家観の異なる党派であり、各々の党首である江藤と島がそりが合わない間柄であることも加わって主義主張を共有してはいなかった。そのため、両党は司令部も別であり、協力して行動することは少なかった。また、戊辰戦争の際に出羽の戦線で参謀として名をはせた前山清一郎を中心とする中立党の佐賀士族が政府軍に協力したほか、武雄領主鍋島茂昌など反乱に同調しないものも多く、江藤らの目論んだ「佐賀が決起すれば薩摩の西郷など各地の不平士族が続々と後に続くはず」という考えは藩内ですら実現しなかった。
佐賀の乱における佐賀軍の総兵数は詳しく判明していない。戦後に行われた裁判では赦免となったものも含めると約11,000ほどになるが、明治5年の版籍奉還時に提出された佐賀藩士の総数が約14,000ほどであることや、戦死者数が200人以下であることを考えると、全てが乱に加担した人数では無いと考えられている。明治7年に鎮圧に当たった参謀少佐渡辺央らが西郷従道に提出した「降伏叛徒概計」に6,327人とあり、徳富猪一郎は著書『近世日本国民史 89』でこれが実数に近いであろうと記している。しかし、これには戦闘に参加せずに降伏した数も含まれているとして、江藤新平の弟の孫に当たる鈴木鶴子が著書「江藤新平と明治維新」で征韓党が1500人、憂国党が3500人と記しているなど、およそ3,000人から6,000人ほどではなかったかとする説が主張されている。なお、記録に残るもので最も多いのは、佐賀城占拠後に山中一郎が戦果を喧伝するために各地に出した手紙にある「憂国党が一万、征韓党が五千、ほかにも各地から士族が集まっている」とするものだが、これは明らかに誇大なものと観られている。逆に少ないものでは、新潟県士族桜井虎太郎による探索書（国立国会図書館蔵「三条家文書」に収録）に「蜂起した総人員は8000人余であるが真に暴挙に及んだのは300名ほどであった。」との記載がある。

### 憂国党
佐賀城下南に位置する「宝琳院」を本拠地とし、「宝琳院会」「憂国大社」「南組」などと呼ばれた。征韓党と比較すると、藩では位の高かったものが多く、壮年のものも多かった。幹部は旧藩時代には、組頭、代官、目付などの地位にあった。征韓党より大規模でもあった。
- 主謀（党首）

島義勇（前秋田県権令）
- 会軸（幹部）

重松基吉（島義勇の弟）
副島義高（島義勇の弟）
村山長栄（佐賀藩一心隊隊長）
中川義純（元佐賀藩士ですでに隠棲）
福地常彰（佐賀藩極役）

### 征韓党
佐賀・与賀町の「延命院」に本拠を置き、「延命院党」「征韓大社」「開化党」「北組」などと呼ばれた。憂国党幹部と比較すると、若年の下級士族が中心で、官僚、軍人、県官の現職が多い。
明治7年1月下旬に、香月経五郎、石井貞興ら征韓派の県官が佐賀県庁を掌握した。征韓派県官は、武器・弾薬・資金・糧食などの準備に職権を利用した。なお征韓党は、県庁機構を私物化したが、日常業務は継続されていた。
- 主宰（党首）

江藤新平（前参議）
- 亜者（幹部）

山中一郎（海外留学生）
香月経五郎（岩倉使節団通訳・佐賀県中属）
朝倉尚武（陸軍少佐）
石井貞興（佐賀県大属）
山田平蔵（佐賀県中属）
中島鼎蔵（左院奉職）
西義質（佐賀県大属・陸軍中尉）

### 憂国党、征韓党の軍事編成
憂国党、征韓党の開戦時の勢力は両党の政治的思想に自主的に集まった士族の有志勢力であった。開戦後は、旧佐賀藩の上級家臣の三支藩、親類、親類同格などの支配地領域を単位とする勢力が加わっている。なお、元三支藩などの領主のほとんどは両党に対して、関係せずに中立を維持している。
憂国党の軍事編成は、4個大隊編成である。『「佐賀の役」と地域社会』による推定兵力は、
- 大隊は、勇敢隊、忠奮隊、神速隊、禦侮隊の4大隊で編成。大隊長、監軍、副大隊長、司令、弁事などの役名がみられる。
- 藩政改革による大隊編成は6個小隊からなるが、1小隊の人員は英式で60人、仏式で80人である。大隊は、524人 - 580人。
- 小隊長の司令が28人なので、1小隊の60人の場合は1680名、80人の場合は2240人である。
- 出兵した勢力は、川久保団、武雄団、多久団[注釈 5]、須古団、諫早団である。

征韓党の軍事編成は、『「佐賀の役」と地域社会』による推定兵力は、
- 当初は15個小隊であったが、25個小隊に増加している。
- 25個小隊で一小隊の60人の場合は、総兵力1500人になる。
- 出兵した勢力は、蓮池3小隊、鹿島2小隊、小城3小隊[注釈 6]、川久保1小隊、白石団6小隊、唐津隊[注釈 7]、多久隊、小城隊である。

## 概要
薩摩や長州など諸藩の武士で構成された部隊が官軍を編成した戊辰戦争と違い、1873年（明治6年）に制定された徴兵令による国民軍が軍隊を編成して初めての大規模な内戦である。また、1871年から1876年までの短期間ながら大日本帝国海軍に存在した海兵隊も戦闘に参加した。このほか、蒸気船（佐賀の乱には東艦・雲揚・龍驤・鳳翔の軍艦4隻、大坂丸など運送船9隻、チャーターした英米船2隻の計15隻が出動している）による迅速な行軍や電信技術なども使用されている。徴兵による鎮台兵は佐賀士族に対して善戦し、徴兵による軍隊が戊辰戦争を経験した士族とも互角に渡り合えることを示した。
このほか、大久保利通内務卿は、佐賀士族の蹶起によって刺激された福岡県士族が呼応して暴発することを未然に防ぐために、福岡県権参事の山根秀助（福岡県士族出身）に佐賀討伐の士族の徴募を指示している。これにより福岡県士族3600人が福岡城の大手門前広場に集まり、佐賀征討の軍事行動への参加を志願。その中から500人だけを選抜して、小銃と弾薬を与えて戦線に投入している。このほか、旧小倉藩からも500人の士族が志願している。士族の徴募は、軍事上の必要性ではなく、明治維新という大変動のあおりをくって、不平と鬱屈を詰まらせている士族の熱を、政治上の必要性から吐き出させるためのものであった。
ほか、不慣れな軍装による長距離の遠征で兵の多くが靴ずれを起こし進軍が遅れた例がある。また電信も、迅速な情報の伝達に威力を発揮したが、最初期に命令を受けた熊本鎮台への電信は佐賀を経由して伝えられたため、当然の如く命令は佐賀軍の知ることとなるなど幾つかの問題点も発生している。

### 開戦前
征韓論をめぐる明治6年の政変で中央を追われた江藤は、板垣退助や副島種臣、後藤象二郎からの説得や警告を受け流し、太政官より発せられた、「前参議は東京に滞在すべし」との御用滞在の命令を無視する形で佐賀に戻った。なお、江藤と同郷の大木喬任は、高木秀臣から江藤出発の報を聞くや、即座に佐賀出身の官吏を3人派遣して強引に江藤を連れ戻そうとしたが、彼らが横浜に着いた時には、すでに江藤が乗船した船は出航した後だった。このころの佐賀は、征韓論を奉じる反政府的な「征韓党」と、封建主事への回帰を目指す保守反動的な「憂国党」が結成されるなど、政情は不安定で政府からもマークされていた。
そのような情勢下、明治7年2月1日、憂国党に属する武士が官金預かり業者である小野組におしかけ、店員らが逃亡するという事件が起こった。これは即、内務省に電報で通知され、2月4日、政府は熊本鎮台司令長官谷干城に佐賀士族の鎮圧を命令した。これが佐賀の乱の第一歩である。
その中、島義勇は三条実美の依頼により、沸騰する佐賀県士族を鎮撫するため佐賀に向かったが、たまたま同船した岩村高俊の佐賀士族を見下した傲岸不遜な態度に憤慨し、さらに岩村に同行していた権中判事の中島錫胤から岩村が兵を率いて佐賀城に入る予定と聞き、父祖の地を守るためには官兵を打ち払わなければならないと決意。それまで不仲だった江藤と会談し、共に発つ決意を固めた。
さらに、明治7年2月9日、佐賀に於ける軍事・行政・司法の三権全権の委任を受けていた大久保利通内務卿は、文官でありながら兵権を握る権限を得ており、嘉彰親王（後の小松宮彰仁親王）が征討総督として現地に着任するまで、すべての事項を決裁した。大久保は東京から引き連れた部隊に加えて大阪の鎮台部隊等を直ちに動員し、博多に向かい、20日に到着すると現地で貫属隊の名目で兵を集める一方、本隊を指揮する野津鎮雄を朝日山へ向かわせ、博多の本陣には山田顕義を残した。後に三瀬峠に佐賀軍の別働隊を発見し山田顕義麾下の部隊を派遣した。

### 佐賀城攻防戦

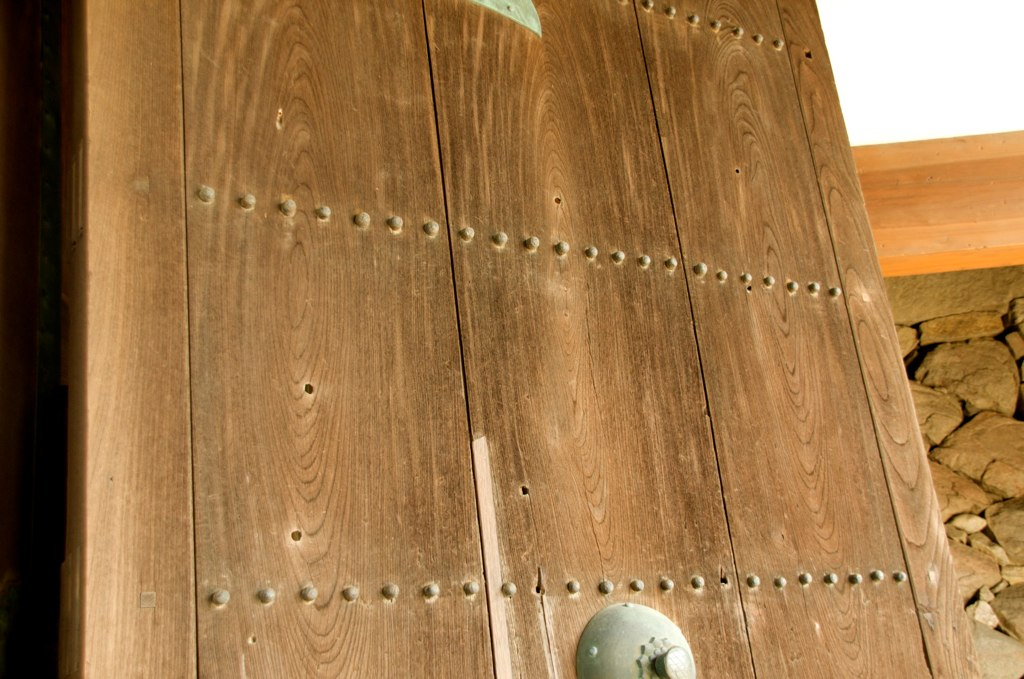
佐賀城鯱の門。戦闘により被弾した門扉は現在もそのまま残されている。

政府からの鎮圧命令を受けた熊本鎮台だが、兵の中にも佐賀出身が多く動揺が広がっていた。司令長官谷干城も援軍を待っての進軍を主張していたが、新県令岩村高俊の要請もあり、2月14日には駐屯する1個半大隊の中から、第十一大隊（大隊長：中村重遠中佐は出張中で不在）を二分し、左半大隊（332名）は参謀山川浩少佐と隊長和田勇馬大尉が率い海路から、右半大隊（316名）は参謀佐久間左馬太少佐と隊長山代清三大尉が率いて陸路から佐賀に向かった。翌2月15日に海路軍に護衛された岩村高俊らが佐賀に入城すると、江藤らは政府の真意を確かめるため山中一郎を代表として派遣した。しかし岩村の「答える必要はない」との返答を受けた。16日朝、県庁が置かれた佐賀城（佐賀県佐賀市）に籠もる左半大隊（332名）と佐賀軍が交戦した。左半大隊は佐賀軍と連日にわたり戦うが、17日に兵糧がつきた。左半大隊は右半大隊の合流を目指して、18日夜に佐賀城を脱出する。左半大隊は佐賀軍の待ち伏せにあって大損害（3分の1が死亡）を与えられた。佐賀の乱における政府軍の死者は大部分がこの戦闘におけるもので、佐賀県大属小出光照、中隊長大池蠖二大尉（佐賀の乱での官軍戦死者で最高位の一人）、沢田正武中尉が戦死、敗走中に包囲された津井城郷吉中尉が自刃したほか、山川浩少佐、奥保鞏大尉が重傷、西島助義少尉が捕虜となった。また、この時、憂国党の副島義高は捕虜を殺害しないよう通達を出したが、佐賀城からの脱出時に岩村の命で公金2,000円を携行していた佐賀県権中属の中島脩平に対しては、これを公金横領と看做して処刑した。なお、この敗走中、兵卒の谷村計介が単身先行し渡船を調達して部隊を窮地から救った。これにより、左半大隊は久留米に留まっていた右半大隊との合流に成功した。

### 2月22日以降の戦闘
一時的に佐賀城を失った政府軍だが、すでに東京鎮台などを率いて福岡入りしていた大久保利通は、野津鎮雄少将が率いる政府軍本隊として第四大隊（厚東武直少佐）・第十大隊（茨木惟昭少佐）及び第三砲隊（山崎成高大尉）を福岡との県境にある要衝「朝日山」（現：鳥栖市）に進撃させると共に、佐賀軍の別働隊を「三瀬峠」、椎原口などに認めたことから第十大隊第三中隊（小笠原義従大尉）を本陣警護として博多に残した。また、「府中」（久留米市御井町）まで退却した第十一大隊は、筑後川から「千栗」「豆津」（現・みやき町）周辺の佐賀軍を撃ち、朝日山で本隊と合流することにした。さらにこれ以外にも長崎に上陸した外務少輔山口尚芳が遠武秀行海軍秘書官ほか現地海兵隊を護衛に大村から武雄に向かい、乱への参加に消極的だった佐賀藩武雄領の説得を行わせている。これに対し、佐賀軍は長崎街道沿いを征韓党が、筑後川沿いを憂国党がそれぞれ受け持つことに決め、征韓党は朝日山に田尻種博（戊辰戦争時の大隊長）と井上考継を先鋒に西義質らを向かわせ、2月22日にはこの政府軍部隊を迎撃した。憂国党の指揮は村山長栄が取り、本隊との合流を目指す熊本鎮台部隊を迎撃した。

#### 朝日山の戦い
二日市から原田を経て、田代（鳥栖）に入った野津少将率いる政府軍の本隊は2月22日朝日山に向かい、第四大隊と第三砲隊は轟木道から正面へ、第十大隊の半数が山浦から側面に、残る半数が宿村から背後に出て包囲攻撃を行った。佐賀軍も猛烈に反撃したがすぐに弾薬が枯渇したため支えることが出来ず、中原に敗走し、ここでも敗れて隘路である切通で反撃に出た。このとき追撃を担当した第四大隊は分散しており1中隊のみで相対したため苦戦したが、最後にはこれも退け、苔野まで前進したのち中原まで退き、笛吹山から原古賀の佐賀兵を掃討した第十大隊と合流して宿営した。また、夜半には佐賀兵の夜襲も撃退した。これに対し第十一大隊は朝日山の本隊に合流しようと筑後川を渡り、千栗・豆津・江見などで佐賀軍を破ったものの、六田で奇襲を受け、永山貞応中尉が戦死するなど大損害を出し筑後川を渡り住吉（久留米市安武町）まで退却した。その後夜間再度渡河して千栗に宿営したため、この日の戦力の結集には失敗した。

#### 寒津川・田手川の戦い
翌23日、政府軍は第十大隊を前軍とし、第三砲隊が続行、第四大隊を後軍として中原を出発。前夜合流した前山隊が中原の守備に当たった。佐賀軍は寒津村（現：みやき町）に本陣を置き、寒津川沿いで迎撃、中島鼎蔵の指揮の下左右から挟撃し、『佐賀征等戦記』に「官兵殆ど敗れんとす」と記されるほどまで追い込んだが、官軍指揮官の陸軍少将野津鎮雄が弾雨の中抜刀して先頭に立ち兵を励まし戦い、また中原から北山に転戦していた厚東武直少佐の第四大隊が反転して背後を突き、佐賀軍は総崩れとなり敗走した。しかし、本隊となった第十大隊第二中隊は中隊長阿部正通大尉が戦死し、代わって指揮を取った児玉源太郎大尉も重傷を負うなど被害が大きく、中原に到着した第十一大隊は一個中隊を割いて増援として差し出した。そのころ、朝日山の陥落を聞いて神埼まで出ていた江藤は寒津でも破れたことを聞くと馬を田手（現：吉野ヶ里町田手）まで走らせて陣頭指揮を執った。江藤は田手川に防御陣を敷き、一部の精鋭を持って背後を突こうとしたが、田手川下流を渡河した青山朗大尉率いる第十大隊第四中隊に逆に背後から攻撃を受け敗退した。さらに官軍が追撃したため、佐賀軍は神埼（現：神埼市）を焼き払い境原（現：神埼市千代田町境原）まで退却した。この敗退で勝機を失ったと見た江藤は征韓党を解散し、鹿児島県へ逃れて下野中の西郷隆盛に助力を求めるため戦場を離脱した。なお、江藤は憂国党には無断で佐賀を離れており、この敵前逃亡ともいえる態度に副島義高ら憂国党の面々は激怒している。

#### 三瀬方面
三瀬峠では佐賀軍一の用兵家とされる朝倉尚武（元陸軍少佐）が三個小隊を持って布陣していた。博多には広島鎮台などからの援軍が向かっていたものの当初は小笠原義従の一中隊しか残っておらず、守備する山田顕義少将は間道沿いからの攻撃を考慮して斥候を出し、飯場村に佐賀軍を発見したため、22日に一個分隊を進めたが佐賀軍は既に退却していた。23日には中隊全軍で三瀬峠に出撃、24日は福岡士族による貫族隊六個小隊が飯場村に出撃したが反撃を受け、小隊長幾島徳（安川敬一郎男爵の兄）が戦死するなどし金武まで後退した。しかし、26日には小笠原隊が背振口で佐賀軍を破り、翌27日は三瀬も取って佐賀軍を四散させた。しかし、地形が険阻な上、思わぬ苦戦を強いられた政府軍は博多に着いた井田譲少将、田中春風中佐、高島信茂少佐、古川氏潔少佐らが率いる広島鎮台第十五大隊の三個中隊を28日三瀬に進めた。この広島鎮台部隊は戦闘を行うことは無かったが、朝倉は正規軍四個中隊と現地召集の士族兵六個小隊を三瀬方面にひきつけることに成功した。また、3月1日に福岡に着いた谷重喜大佐の率いる大坂鎮台第十八大隊と第七砲隊一個小隊も三瀬方面に向かおうとしたが、既に佐賀軍はいないと判断した井田少将は谷大佐に援軍は不要であり本道から進むよう指示をしている。

#### 境原の戦い
23日以降官軍も休息をとっており、戦闘は散発的であったが、27日には総攻撃を開始し、第十大隊および第三砲隊が本隊として姉村に、第四大隊を右翼として城原から川久保に、第十一大隊と第十九大隊一個小隊を左翼として蓮池にそれぞれ進軍した。佐賀軍が神埼以南の諸橋梁を破壊していたため、架橋しながら戦う第十大隊は苦戦したが、砲隊の榴散弾が佐賀軍の保塁に命中したのをきっかけに猛進し、また第十一大隊が後方から攻撃したため挟撃の形となり、佐賀軍を敗走させて境原を奪取した。またこの日の夜には佐賀軍は一千人規模の夜襲を敢行したが、蓮池を占領しに向かった第十一大隊が戻り、側面を突いたことで佐賀軍は壊走した。結果的に戦闘は一昼夜行われ、佐賀征討記ではこの日の戦闘を今役中第一の激戦と記している。

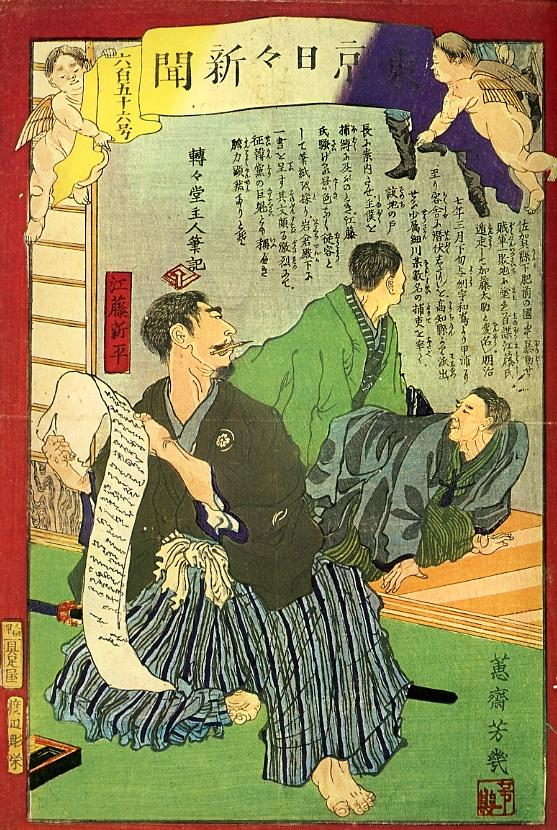
江藤捕縛を報じた東京日日新聞の記事（落合芳幾画）

江藤らは2月27日には鹿児島に入ったが、西郷に決起の意志はなかったため、今度は土佐へ向かい片岡健吉と林有造に挙兵を訴えた。ところが、既にここにも手配書が廻っており、3月29日高知県東洋町甲浦で捕縛される。捕吏長の山本守時は江藤に脱走を勧めたが、江藤は裁判で闘う決意を固めた後であり、これに応じなかったという。
2月28日、政府軍が佐賀城下に迫ると、このころ東京から戻っていた木原隆忠（島義勇の従弟）と副島義高を使者に降伏と謝罪を申し出たが、官軍は内容が無礼として受理せず、木原を拘留した。島義勇は佐賀で討ち死にするつもりであったが、実弟の副島義高らが無理矢理脱出させた。島は、島津久光に決起を訴えるべく鹿児島へ向かったが、3月7日に捕縛された。

### 戦闘終了後
江藤は東京での裁判を望んだが、大久保は急遽設置した臨時裁判所において、権大判事河野敏鎌に審議を行わせた。わずか2日間の審議で11名が4月13日の判決当日に斬首となり、江藤と島は梟首にされた。江藤らの裁判は当初から刑が決まった暗黒裁判で、答弁や上訴の機会も十分に与えられなかった。明治政府の司法制度を打ち立てた江藤当人が、昔の部下である河野にこのような裁判の進行をされたことが非常に無念に思ったとの伝がある。その後もしばらくは佐賀では士族らを中心に不穏な動きが続き、1877年（明治10年）の西南戦争などに合流する士族もあったが、佐賀で反乱が起こることはなかった。なお、反乱後しばらく庶民の間で、江藤の霊を信仰すると眼病が癒り、訴訟ごとがスムーズに決着するとの風聞が流れた。
処刑された江藤・島は明治維新に大きな功があったため、当時から「戊辰戦争で政府軍に反抗した榎本武揚が後に特赦で要職に就いた例と比較して刑が重すぎる」という意見があった。イギリス公使ハリー・パークスは1874年4月25日付の英外務大臣宛の公文書に「江藤・島は死刑に加えさらし首にされた。この判決は大きな不満を呼んでいる」「新政府が分裂し、人々は個人的感情が（江藤処刑に）復讐の性格を与えたと考えているようだ」「佐賀の乱鎮圧で政府への信頼が回復したとは言えない」と記している。
大久保による謀殺説については平沼騏一郎が回顧録において真偽は知らぬがこう聴いていると前置きした上で「佐賀出身の現職参議大木喬任が江藤の助命に動き、岩倉具視もこれに協力して明治天皇の裁可で特赦と定まった。岩倉が手紙を書いて使者が佐賀に発ったが、大久保の留守を預かっていた伊藤博文が使者が着く前に殺してしまえと大久保に伝えた。使者は死刑執行より早く着いたが大久保は翌日会うと言って会わずに死刑を執行した。翌日使者に会った大久保は江藤の助命の手紙であればなぜ昨夜出さなかったのかと使者を叱責したため、その使者は宿に帰って腹を切った。真偽は兎に角、使者が行ったこと、口供完結前に殺したことは実際である」と残している。この説については伊藤痴遊が自身の著書で触れているが、園田日吉（佐賀郷土雑誌「佐賀史談」主宰）は著書の『江藤新平伝』で「小説的、講談的なフィクションだろう」と看做している。
1919年（大正8年）、特赦が行われて江藤や島も赦免され、叙任されるとともに、地元有志によって佐賀城近くの水ヶ江に佐賀の乱の戦没者の慰霊碑が建てられた。

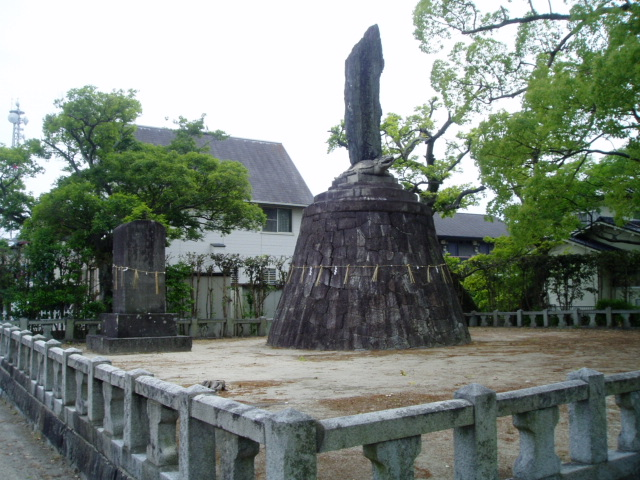
佐賀の乱慰霊碑。佐賀市水ヶ江にある。地元有志によって大正年間に建立（2005年5月撮影）

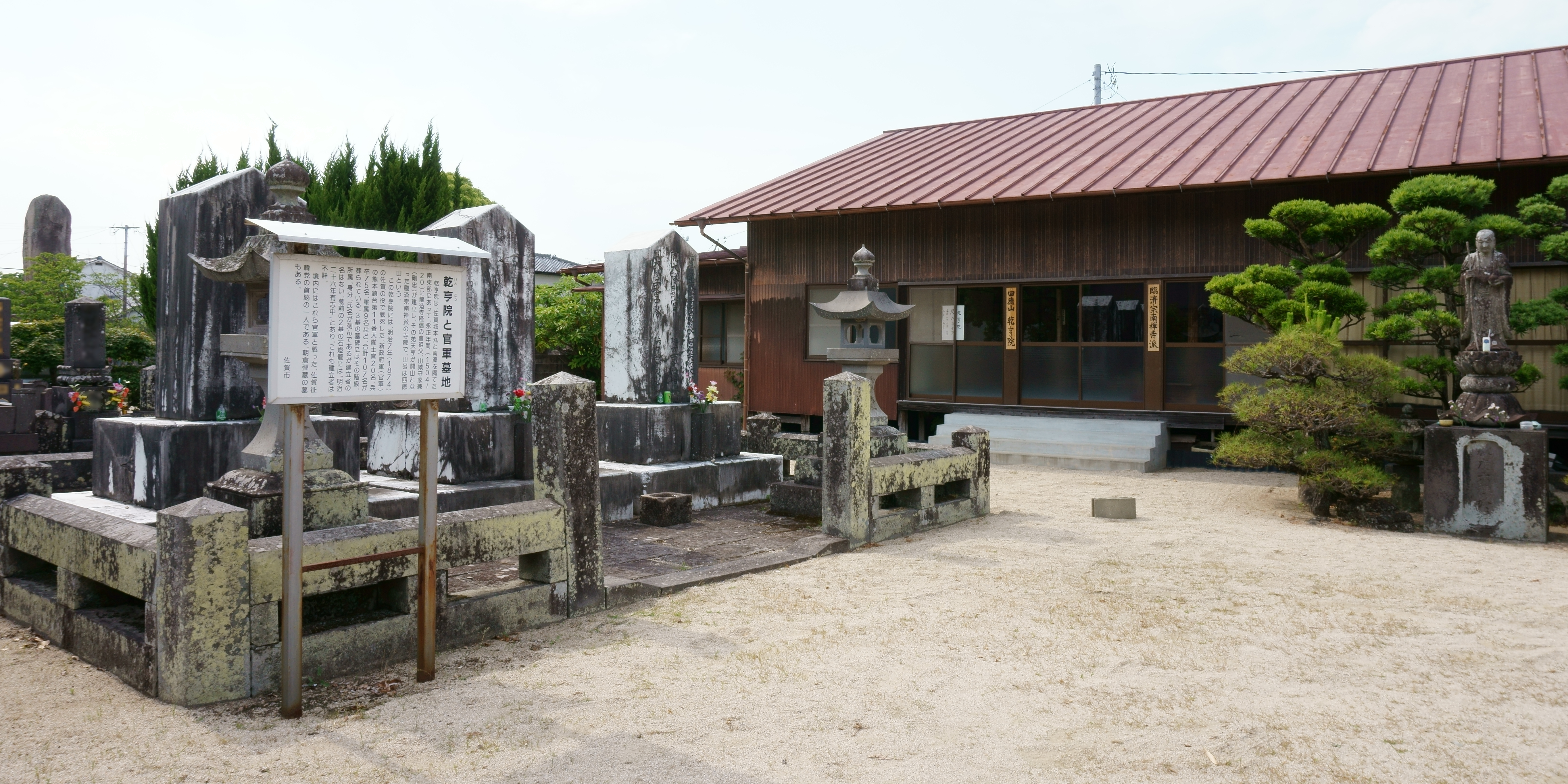
熊本鎮台を中心とする新政府軍の戦死者107名が眠る官軍墓地。佐賀市中の館町の乾亨院。なお、当院には征韓党の朝倉尚武の墓もある。

## 経過
1873年（明治6年）
- 10月23日　明治六年政変。翌日江藤新平下野。
- 10月頃　後の憂国党を結成した副島義高、中川義純、村山長栄らが、佐賀の宝琳院で集会をする。
- 11月上旬　江藤、中島鼎蔵等を鹿児島に派遣し、西郷隆盛・桐野利秋に決起を相談。西郷、時期尚早と応ぜず。
- 12月10日　佐賀県権令岩村通俊上京。そのまま帰県せず県内の統制が低下する。
- 12月23日　江藤派の青年士族らが征韓党[注釈 9]を結成。
- 12月28日　江藤、病気療養を理由に帰県を申請。政府此れを却下。

1874年（明治7年）
- 1月9日　江藤、再度帰県を申請。
- 1月12日　江藤、副島種臣・板垣退助・後藤象二郎等と愛国公党を結成。
- 1月13日　江藤、帰県申請の回答を待たずに東京を出発。横浜より神戸まで林有造、海老原穆、永岡久茂等が同行。（なお、申請は19日に許可される）
- 1月16日　征韓党士族70余名が佐賀元町の小松屋で集会を開催[注釈 10]する。その夜に、県参事森長義[注釈 11]に弘道館の貸与を強請して、一時的に弘道館を占拠[注釈 12]した。
- 1月17日　愛国公党、民選議員設立を建白。
- 1月18日前後 中央より視察として大蔵大丞林友幸が到着。事態は深刻として政府に対処を要請。
- 1月中旬に憂国党が結成[20]。
- 1月24日　佐賀県参事森長義、熊本鎮台の谷干城に県内に不穏な動きありとして対処を要請。谷は慎重な対応を求めつつも、山川浩に偵察を指令。
- 1月25日　前参議江藤新平、佐賀に帰郷。征韓党の勢いが昂進する。
- 1月28日　岩村通俊前権令の実弟岩村高俊が後任に任命される。岩村は長岡藩家老河井継之助の中立歎願を拒絶し、北越戦争の発端をつくった人物である。
- 1月下旬頃　森参事に江藤新平が推薦して、香月経五郎、石井貞興らが佐賀県の県官に就任して、征韓党が県庁機構[注釈 13]を掌握した。
- 2月1日　憂国党に属する士族が官金預かり業者である小野組に強引に金談。店員ら逃亡。
- 2月4日　政府、熊本鎮台司令長官谷干城に佐賀士族の鎮圧を命令。谷は拙速命令と批判。
- 2月4日頃　前山清一郎が、前山派（中立党）を結成した。
- 2月5日
  - 政府の鎮圧命令を佐賀士族が電信局で探知[注釈 14]。士族の議論が沸騰し、参事森長義、大属小出光照ら他県出身の県官は逃亡。
  - 太政大臣三条実美、島義勇に直接鎮撫を要請。島は承諾。
- 2月7日
  - 太政官、陸軍省に佐賀事件の近県波及防止を命令。
  - 大久保利通、佐賀出張を内閣に申し出。
- 2月8日　山口県令中野梧一、前参議前原一誠に県下動揺防止を要請。前原、同士に軽挙妄動せぬよう通達。
- 2月9日
  - 内務卿大久保利通に九州出張命令。捕縛・処刑、兵力による鎮撫の権限を委任される。
  - 江藤、長崎に移動。
- 2月13日
  - 岩村権令が熊本に到着。入県の護衛を同県人の熊本鎮台司令長官谷干城少将に依頼。
  - 長崎に移っていた江藤が佐賀に戻り、「決戦の議」を起草。太政大臣三条実美の要請に応じて帰国した前侍従島義勇も同調し、征韓・憂国両党の結束が強まる。
  - 陸軍少将山田顕義、海軍大佐林清康に九州出張命令。
  - 内閣顧問島津久光を乱に備えるため鹿児島に派遣。
- 2月14日
  - 岩村権令の強い要請により熊本鎮台（第十一大隊）が出動。陸海の2路に分かれ、山川浩少佐の左半大隊と岩村権令は海路を、佐久間左馬太少佐の右半大隊は陸路から佐賀に向かう。
  - 大久保内務卿、東京鎮台兵とともに横浜を出航。
- 2月15日　岩村権令と鎮台兵（左半大隊）と、佐賀城の県庁に入る。
  - 右半大隊、三池駅に宿営する。
- 2月16日
  - 佐賀軍、未明より城を包囲し砲撃。岩村らの乗船を拿捕。
  - 右半大隊、佐賀軍によって筑後川を渡河できず。久留米に留まる。
  - 大久保内務卿等、神戸に入港。
- 2月17日
  - 鎮台兵の苦戦を受け、政府は混乱が東京に波及することを防ぐため新聞に軍事関係の記事掲載を禁止。
  - 山陰、山陽、西海、南海17県に官用以外の銃砲弾売買運輸禁止を通達。
- 2月18日
  - 岩村権令と山川少佐ら左半大隊は、食糧と弾薬が不足したため、包囲を突破して久留米に撤収。久留米に留まっていた右半大隊と合流して第十一大隊の集結に成功するが、奥保鞏大尉（のち元帥）らが負傷し、将兵332名中137名戦死。
  - 大久保内務卿、神戸を出航。
- 2月19日
  - 佐賀征討令が発せられる。
  - 大久保内務卿と野津鎮雄少将、鎮圧部隊を引き連れ博多に到着。
- 2月20日
  - 野津少将指揮の政府軍主力の東京鎮台砲隊（第三砲隊）と大阪鎮台二個大隊（第四大隊・第十大隊）、集結を終え、夕刻より行動開始。
  - 島津久光、鹿児島にて西郷に佐賀鎮撫を要請。西郷拒否するも行動を共にする意思無きを誓う。
- 2月21日　
  - 野津少将指揮の政府軍、午前二時に二日市に到着。午前六時に、田代宿（鳥栖）に出発。
  - 前山清一郎の中立党が政府軍に合流して、嚮導を行う。
- 2月22日　
  - 鳥栖近郊の朝日山で佐賀軍（征韓党）と野津少将指揮の政府軍が激突。佐賀士族、後退し政府軍は長崎街道沿いに中原に進む。
  - 久留米の第十一大隊、筑後川を渡河して、千栗・豆津へ進み、さらに江見を越えるが六田村の佐賀軍（憂国党）の猛反撃にあって、筑後川まで撤退。千栗に留まる。
- 2月23日
  - 佐賀征討総督に東伏見宮嘉彰親王を、征討参軍に陸軍中将山縣有朋、海軍少将伊東祐麿をそれぞれ任命。
  - 政府軍、児玉源太郎大尉が重傷を負うなど激戦の末、寒水川を渡る。さらに吉野ヶ里遺跡付近の田手川に設けられた佐賀軍の阻止線を突破。
  - 第十一大隊、千栗より佐賀軍の側面を狙い目達原へ進出して、政府軍主力と合流。
  - 江藤は田手川の敗戦後、西郷隆盛の援軍を仰ごうと、征韓党幹部を連れて鹿児島へ脱出。
  - 島、島津久光に調停を要請するため、重松基吉と中川義純を鹿児島に派遣。
  - 神埼（神埼町）が焼失。
- 2月25日　江藤等、薩摩・米の津に上陸。
- 2月26日
  - 広島鎮台司令長官井田譲陸軍少将、二個中隊を率いて佐賀へ出航。
  - 大久保、エンピール銃の弾薬30万ダース、モルチール砲13門などの補給を要請。
- 2月27日
  - 政府軍、総攻撃開始。姉村、境原で激戦。三瀬峠も旧福岡藩士族の貫属隊に突破される。
  - 井田少将、博多港に到着。
  - 江藤、鹿児島に入る。
- 2月28日
  - 憂国党幹部の木原隆忠と副島義高が政府軍の渡辺央少佐に休戦交渉。渡辺は降伏以外は受理しないとし、木原を捕虜とするとともに翌日総攻撃を行うと最後通牒。
  - 島ら鹿児島に脱出。
  - 外務少輔山口尚芳の率いる長崎から入った海軍の陸戦隊及び長崎県貫属隊が無人の佐賀城を確保。
- 3月1日
  - 大久保内務卿と政府軍、佐賀城に入城。大久保、岩村道俊・武井守正・石井邦猷等に善後策を諮問。
  - 征討総督嘉彰親王、近衛兵二大隊を率い東京出発。
  - 江藤、鰻温泉で西郷隆盛に面会。支援を拒絶される。
- 3月2日
  - 岩村等、前日の諮問に対し賊徒巨魁は梟首、次ぐものは斬首などと答申。
  - 江藤、再度西郷と面談後、鹿児島に向かう。
- 3月3日
  - 江藤等、鹿児島を出帆し、垂水に上陸。
  - 島等、薩摩・米の津に上陸。
- 3月6日
  - 野津少将、佐賀より福岡に、井田少将、福岡より広島にそれぞれ鎮台兵を率い帰還。
  - 島等、島津久光に嘆願書を提出するも監禁される。
- 3月7日
  - 島義勇、鹿児島で捕縛される。16日に佐賀に護送される。
  - 三条実美・岩倉具視、内外こと多しとして連名で大久保に帰還を要請。
- 3月10日　江藤、漁船で日向戸浦から四国に向かう。
- 3月14日　総督嘉彰親王、佐賀に到着。
- 3月16日　江藤等、宇和島に入る。捕吏を逃れるため3組に分かれて高知を目指す。
- 3月19日　大久保内務卿、三条・岩倉に佐賀事件処理完了まで帰京せずと返答。
- 3月22日　山中一郎等、高知県佐賀駅で捕縛。
- 3月23日　香月経五郎等、林有造等との会談後捕縛。
- 3月25日　江藤等、林有造・片岡健吉を訪ねる。同日高知を去る。
- 3月29日　江藤が高知県甲ノ浦で捕縛される。
- 4月5日　佐賀臨時裁判所設置。
- 4月7日　江藤が佐賀に護送される。
- 4月8日　江藤らの尋問開始。大久保、嘉彰親王に随従し傍聴。
- 4月13日　江藤・島ら13名に死刑判決が下る。即日処刑（斬首。江藤・島は斬首のうえ梟首）される。その他、136人が懲役、240人が除族、7人が禁固の処分を受け、10713人は無罪とされた。

1919年（大正8年）
- 7月1日　大韓帝国の皇太子であった李垠と皇族方子女王の婚約発表による特赦令により、江藤や島など逆賊扱いされていた佐賀の乱の首謀者らが赦免される。

1920年（大正9年）
- 地元佐賀に、佐賀の乱の慰霊碑が建立される。